# Війни діадохів
Війни діадохів — збройні конфлікти IV–III ст. до н. е. між спадкоємцями імперії Александра Македонського за розподіл сфер впливу:
- Перша війна діадохів (321–320 до н. е.)
- Друга війна діадохів (319–315 до н. е.)
- Третя війна діадохів (314–311 до н. е.)
- Вавилонська війна (311–309 до н. е.)
- Четверта війна діадохів (308–301 до н. е.)